# 123. vestlige længdekreds
Den 123. vestlige længdekreds (eller 123 grader vestlig længde) er en længdekreds, der ligger 123 grader vest for nulmeridianen. Den løber gennem Ishavet, Nordamerika, Stillehavet, det Sydlige Ishav og Antarktis.